# Убийството
„Убийството“ е филм от 1956, режисиран от Стенли Кубрик и продуциран от Джеймс Б. Харис. Сценарият е на Кубрик Джим Томпсън и е базиран на роман на Лайънел Уайт. В ролите са Стърлинг Хейдън, Колийн Грей и Винс Едуардс.

## Сюжет
Джони Клей е опитен престъпник, планиращ един последен грандиозен обир преди оттеглянето си и брака с годеницата си Фей. Той планира да открадне $2 милиона от стаята за броене на пари на хиподрум по време на конно състезание. Събира екип, включващ корумпирано ченге, вдовица, приемаща залозите, за да си осигури достъп до стаята, професионален стрелец, който да застреля коня фаворит и да разсее публиката, борец, за да осигури още една провокация с бой в бара на трибуните, и барман.

## Продукция
Докато играе шах на Уошингтън Скуеър, Кубрик се запознава с продуцента Джеймс Б. Харис, който търси млади таланти, които да продуцира, след като продава своята компания за разпространение на филми. Харис смята Кубрик за най-интелигентния и креативен човек, когото някога е срещал, и двамата основават филмова компания заедно през 1955. Харис откупува правата за екранизирането на романа на Лайънел Уайт „Clean Break“ за $10 000. По предложение на Кубрик те наемат писателя Джим Томпсън да напише сценария. Юнайтед Артистс им съобщава, че ще помогне с финансирането, ако двамата успеят да намерят голяма звезда, съгласна да участва в филма. Така се стига до договор със Стърлинг Хейдън, който се съгласява на възнаграждение от $40 000. Но Хейдън не е достатъчно голяма звезда за Юнайтед, в резултат на което те осигуряват само $200 000 за филма. Харис намира останалите, използвайки $80 000 от собствените си спестявания и $50 000 заем от баща си. Филмът е първият от трите, в които Кубрик и Харис си партнират като режисьор и продуцент. Това е последният филм на Кубрик, заснет изцяло в Щатите.